# Polydesmus hamatus
Polydesmus hamatus är en mångfotingart som beskrevs av Karl Wilhelm Verhoeff 1897. Polydesmus hamatus ingår i släktet Polydesmus och familjen plattdubbelfotingar.

## Underarter
Arten delas in i följande underarter:
- P. h. burzenlandicus
- P. h. costobocensis
- P. h. furculatus
- P. h. hamatus